# Bocas de La Hermosa
Bocas de La Hermosa es un centro poblado colombiano, en el departamento de Casanare y corresponde a la jurisdicción del municipio de Paz de Ariporo. Está ubicado a orillas del rio Meta.
En este centro poblado predominan los cultivos de caña, yuca, arroz y maíz. 